# Dave Lumley
David E. „Dave“ Lumley (* 1. September 1954 in Toronto, Ontario) ist ein ehemaliger kanadischer Eishockeyspieler. Der rechte Flügelstürmer bestritt zwischen 1979 und 1987 über 400 Spiele für die Canadiens de Montréal, Edmonton Oilers und Hartford Whalers in der National Hockey League. Den Großteil dieser Zeit verbrachte er bei den Oilers, mit denen er in den Jahren 1984 und 1985 den Stanley Cup gewann.

## Karriere
Dave Lumley war in seiner Jugend nicht in der Ontario Hockey League aktiv, der höchsten Juniorenliga seiner Heimatprovinz, sondern schrieb sich 1973 an der University of New Hampshire ein. Mit deren Eishockeyteam, den Wildcats, nahm er fortan am Spielbetrieb der ECAC teil, einer Liga der National Collegiate Athletic Association. Bereits als Freshman erreichte er mit 31 Scorerpunkten aus 31 Spielen einen Punkteschnitt von über 1,0 pro Spiel und wurde in der Folge im NHL Amateur Draft 1974 an 199. Position von den Canadiens de Montréal berücksichtigt. Vorerst lief der Flügelstürmer jedoch noch weitere drei Saisons in New Hampshire auf, wobei er seine persönliche Statistik von Jahr zu Jahr bis auf 60 Punkte in der Spielzeit 1976/77 steigerte.
Zur Saison 1977/78 wechselte Lumley in die Organisation der Canadiens, konnte sich dort jedoch in den folgenden zwei Jahren nicht durchsetzen. Von drei Einsätzen in der National Hockey League (NHL) abgesehen stand er ausschließlich beim Farmteam der Canadiens, den Nova Scotia Voyageurs, in der American Hockey League (AHL) auf dem Eis. Dort bestätigte er seine Fähigkeiten als Scorer, so verbuchte er 80 Punkte in der Saison 1978/79 und wurde infolgedessen ins AHL Second All-Star Team gewählt. Schließlich gaben ihn die Canadiens im Juni 1979 samt Dan Newman an die Edmonton Oilers ab und erhielten im Gegenzug ein Zweitrunden-Wahlrecht für den NHL Entry Draft 1979.
Bei den Oilers etablierte sich der Angreifer prompt im NHL-Aufgebot und erzielte in seiner ersten kompletten NHL-Saison 58 Punkte in 80 Partien. Diesem starken Debüt folgten nur 16 Punkte aus 53 Spielen in der anschließenden Spielzeit 1980/81, was unter anderem in der Ankunft der beiden späteren Hall-of-Fame-Mitglieder Jari Kurri und Glenn Anderson begründet war. Die beiden Flügelstürmer waren offensiv zweifellos talentierter als Lumley, sodass dieser vermehrt mit defensiven Aufgaben und physischem Spiel in hinteren Angriffsreihen betraut wurde. Dies wiederum änderte sich im Folgejahr 1981/82, als Lumley regelmäßig an der Seite von Wayne Gretzky auf dem Eis stand und in der Folge in 66 Partien 32 Tore erzielen sowie 42 Vorlagen verbuchen konnte. Somit erreichte er mit 74 Punkten seinen Karriere-Bestwert in der NHL, während er zum einzigen Mal in seiner NHL-Laufbahn über 1,0 Punkte pro Spiel erzielte. Darüber hinaus wurde ihm in dieser Saison besondere mediale Aufmerksamkeit zuteil, da er zwischen November und Dezember 1981 in zwölf aufeinander folgenden Spielen mindestens ein Tor erzielte. Damit verpasste er den modernen NHL-Rekord von Charlie Simmer aus der Spielzeit 1979/80 um eine Partie, während ihm insgesamt die fünftlängste Serie dieser Art gelang (gemeinsam mit Cy Denneny, 1917/18).
Lumleys Offensivstatistiken gingen in den folgenden Jahren wieder zurück, jedoch gewann er mit dem Team in den Playoffs 1984 den ersten Stanley Cup der Franchise-Geschichte. Im Endspiel gegen die New York Islanders, gegen die die Oilers im Vorjahr noch eine Finalniederlage hinnehmen mussten, gelang dem Kanadier das letzte Tor ins Empty Net zum 5:2 im fünften und letzten Spiel der Serie. Zu Beginn der folgenden Spielzeit 1984/85 wurde Lumley über den Waiver von den Hartford Whalers verpflichtet, kehrte allerdings bereits im Februar 1985 in gleicher Weise nach Edmonton zurück, sodass er in den Playoffs 1985 den zweiten Titel in Folge mit den Oilers feiern konnte. Nach einem weiteren Jahr verkündete er im November 1986 offiziell das Ende seiner aktiven Karriere. Insgesamt hatte Lumley 498 NHL-Spiele absolviert und dabei 272 Scorerpunkte erzielt. Im Jahre 2003 war er Teil der Auswahl der Oilers, die am NHL Heritage Classic teilnahm.

## Erfolge und Auszeichnungen
- 1979 AHL Second All-Star Team
- 1984 Stanley-Cup-Gewinn mit den Edmonton Oilers
- 1985 Stanley-Cup-Gewinn mit den Edmonton Oilers

## Karrierestatistik
(Legende zur Spielerstatistik: Sp oder GP = absolvierte Spiele; T oder G = erzielte Tore; V oder A = erzielte Assists; Pkt oder Pts = erzielte Scorerpunkte; SM oder PIM = erhaltene Strafminuten; +/− = Plus/Minus-Bilanz; PP = erzielte Überzahltore; SH = erzielte Unterzahltore; GW = erzielte Siegtore; 1 Play-downs/Relegation; Kursiv: Statistik nicht vollständig)